# Euryglottis
Euryglottis es un género de mariposas nocturnas de la familia Sphingidae. Son de distribución neotropical.

## Especies
- Euryglottis albostigmata - Rothschild 1895
- Euryglottis aper - (Walker 1856)
- Euryglottis davidianus - Dognin 1891
- Euryglottis dognini - Rothschild 1896
- Euryglottis guttiventris - (Rothschild & Jordan 1903)
- Euryglottis johannes - Eitschberger 1998
- Euryglottis oliver - Eitschberger 1998

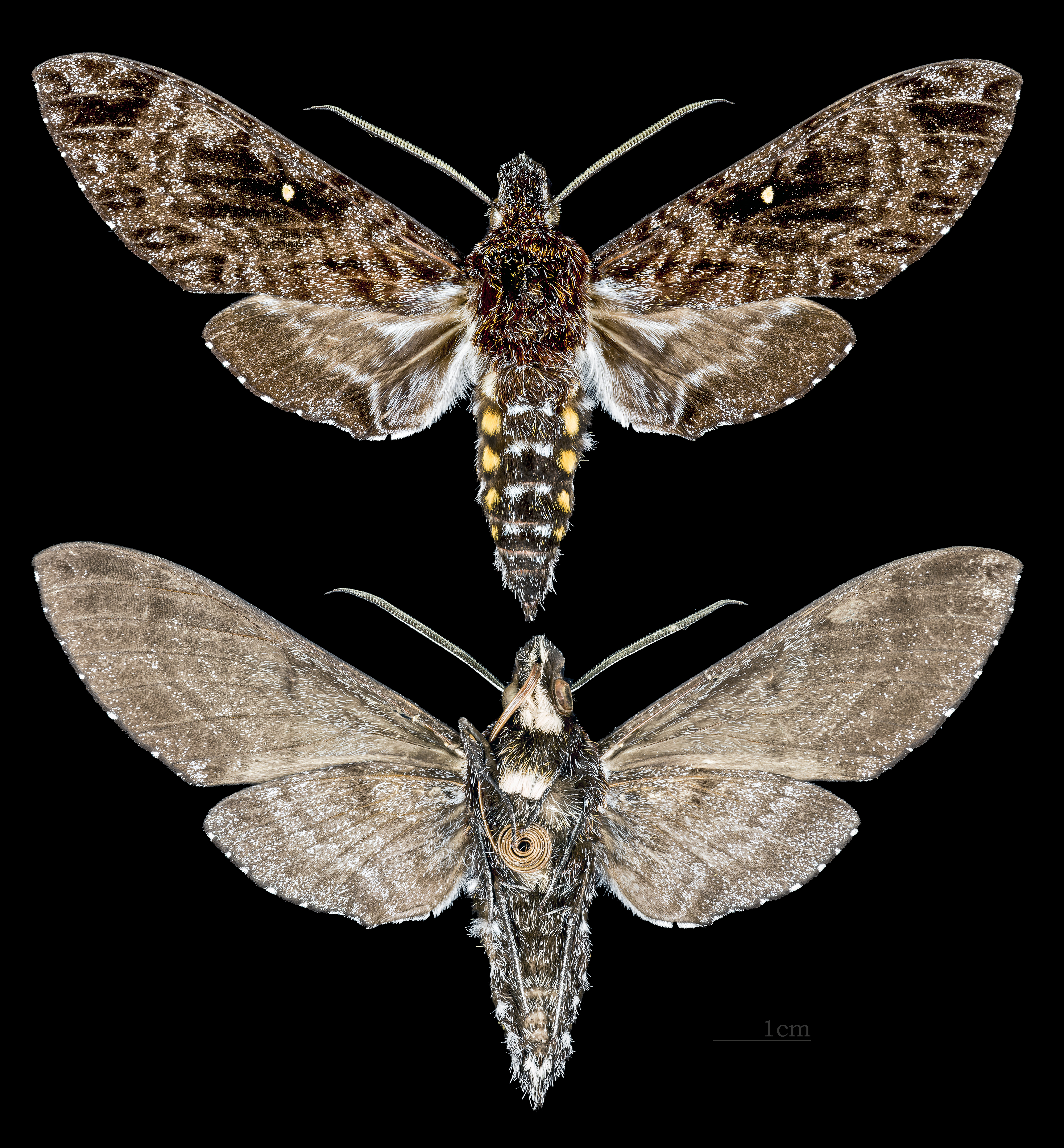
Euryglottis albostigmata
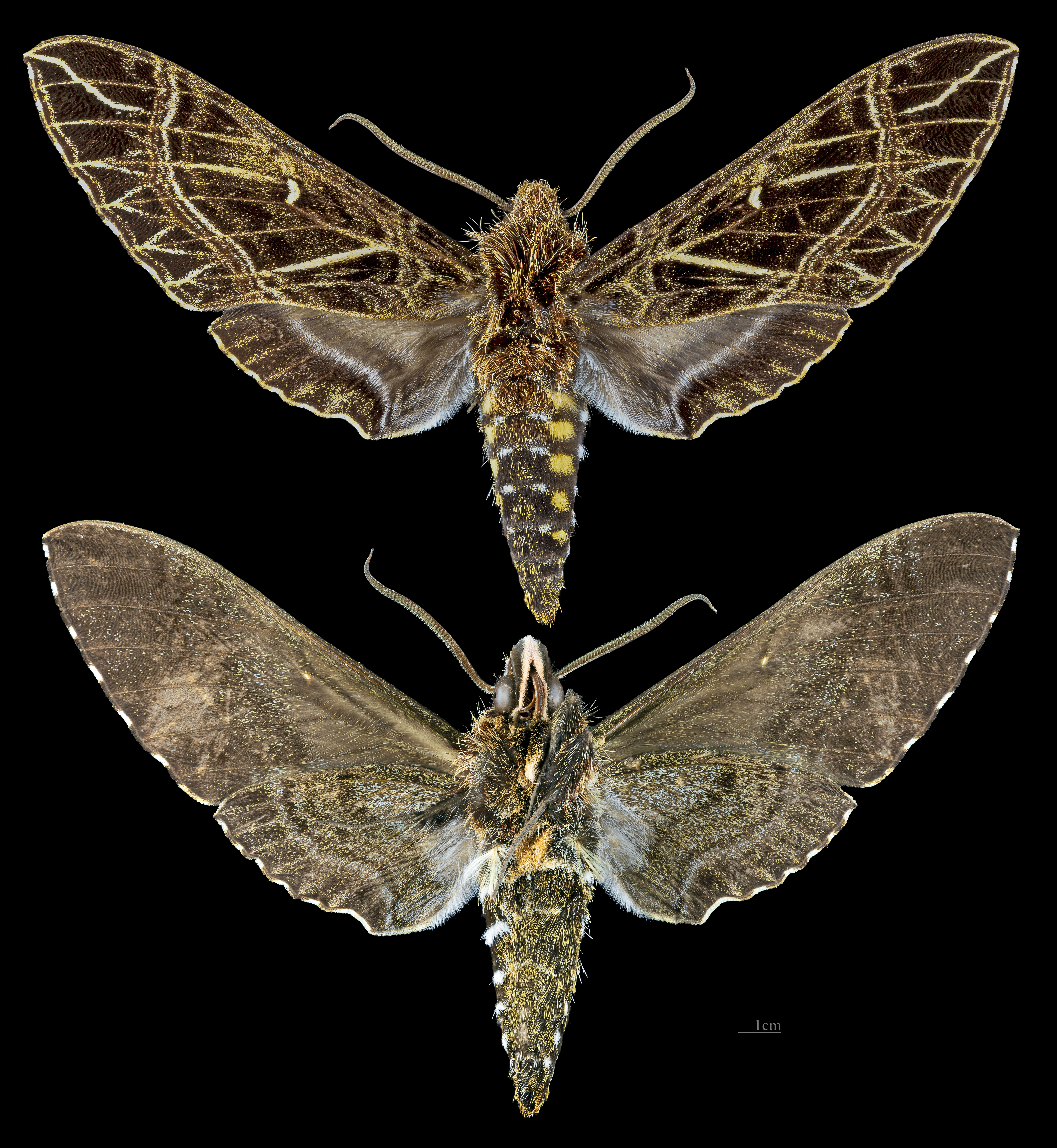
Euryglottis aper
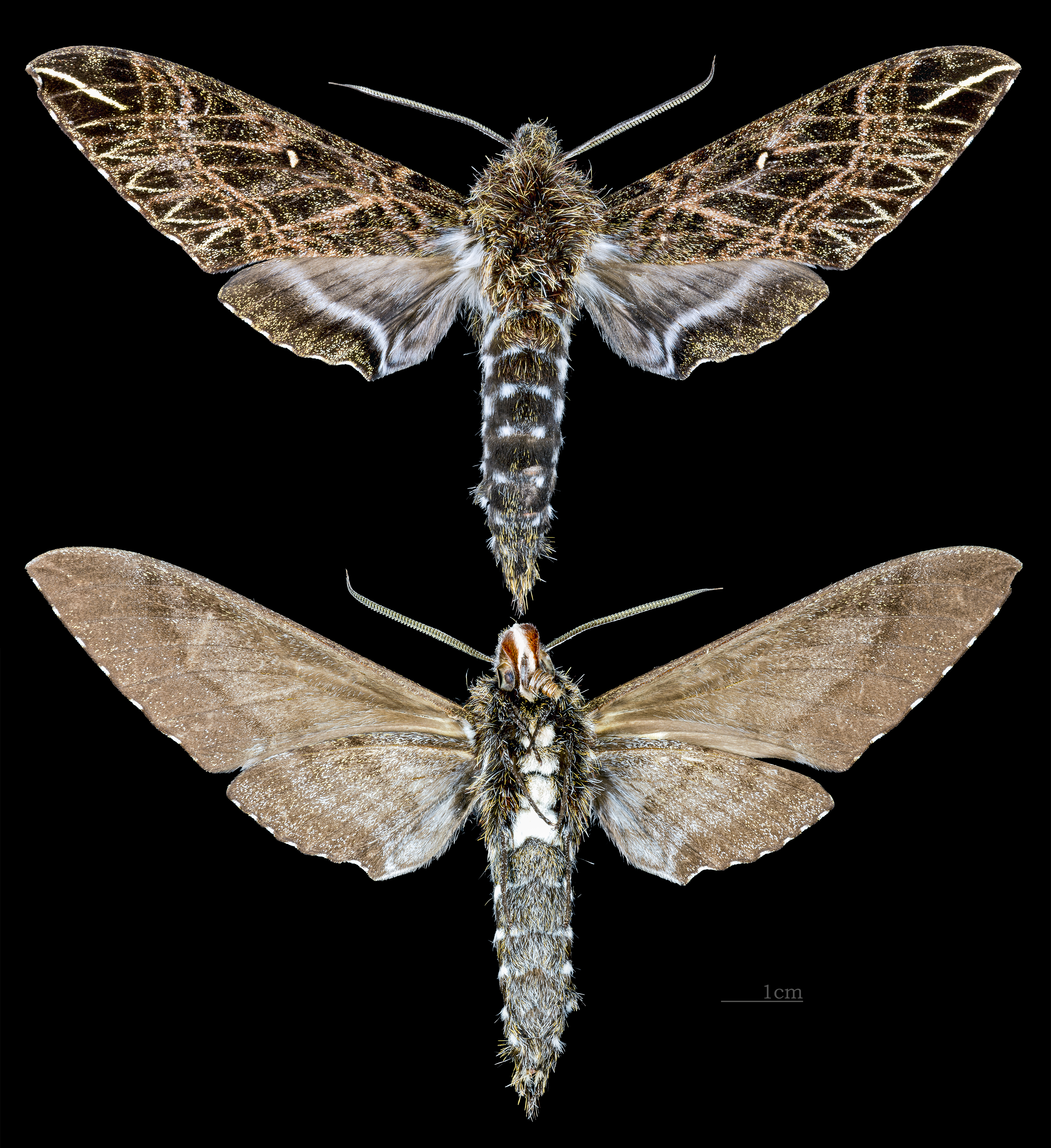
Euryglottis dognini
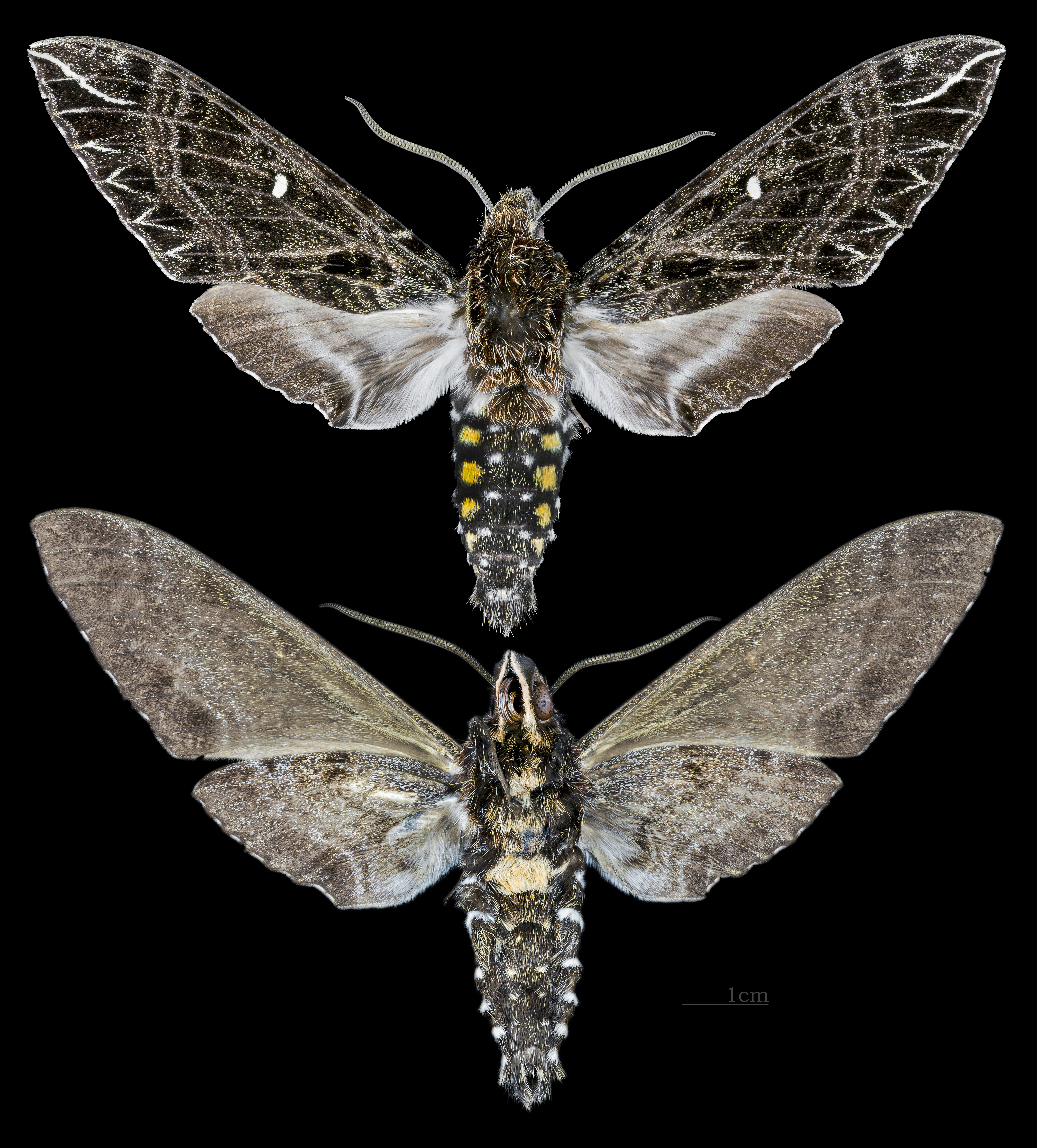
Euryglottis guttiventris